# Les Funérailles de saint François
Les Funérailles de saint François (en italien Esequie di San Francesco) est une œuvre de Pseudo Jacopino di Francesco, conservée à la Pinacothèque du Vatican.

## Sujet iconographique
François d'Assise, n'a jamais révélé ses stigmates de son vivant, meurt en 1226 ; la présence de ces stigmates de son vivant a été attesté par de nombreux membres de sa communauté religieuse, parmi les témoins oculaires des stigmates de Saint François pendant sa vie, on peut citer son secrétaire et compagnon fidèle, Frère Léon. Dans ses écrits, Frère Léon décrit les stigmates de Saint François comme des marques rouges et saignantes, douloureuses et malodorantes, qui ont persisté pendant des années jusqu'à sa mort. D'autres contemporains de Saint François ont également écrit sur les stigmates et les ont décrits comme des signes miraculeux de la faveur divine.
Cette représentation en peinture témoigne de ces écrits, plus récemment en 1978, la tombe de Saint François a été ouverte à nouveau pour des travaux d'analyse, de restauration et de conservation, par une équipe multidisciplinaire de scientifiques et d'experts, dirigée par le professeur Gino Fornaciari, de l'Université de Pise en Italie. Des échantillons ont été prélevés sur les ossements pour des études scientifiques. Les résultats de ces études ont confirmé l'authenticité des ossements et les descriptions de Frère Léon, elles ont fourni des informations précieuses sur la vie et la santé de Saint François.
Toutes les cérémonies qui suivent sa mort avant son enterrement valident son martyre et sa sainteté. François sera canonisé deux ans plus tard en 1228.
L'iconographie consacrée doit composer dans une même scène, l'exposition de son corps, le contrôle de la présence des plaies, messe et bénédiction, la présence des frères, l'envol puis la présence de son âme dans les cieux entre deux anges (Leggenda maggiore (XIV,6) di  san Francesco : Come, nel momento del trapasso del beato Francesco, un frate vide l'anima sua salire al cielo sotto forma di stella fulgidissima.).

## Description
François d'Assise est représenté lors de l'exposition de sa dépouille dans la petite église de la Portioncule, dans la ville basse d'Assise. Les plaies aux mains et aux pieds sont visibles. Il est entouré de clercs et de laïcs qui lui rendent hommage. Au pied du saint, un gentilhomme mains jointes, correspondant au docteur et homme de lettres Girolamo qui doutait de l'authencité des stigmates et qui en a  la révélation à ce moment. Derrière la litière qui a servi à transporter le saint, un prêtre portant un encensoir lit un texte en l'honneur du saint. Une foule recueillie se tient derrière lui. Un franciscain tient un parchemin montant vers  l'âme de saint François visible dans le ciel, sur une nuée, entre deux anges.

## Source
: document utilisé comme source pour la rédaction de cet article.
- Ufficio Pubblicazioni Musei Vaticani, Les Musées du Vatican, Edizioni Musei Vaticani, 2010, p. 242-244  (ISBN 978-88-8271-208-2).